# Carlo Tancredi di Borbone-Due Sicilie
Carlo Tancredi di Borbone-Due Sicilie (nome completo: Carlo Maria Francesco di Assisi Pasquale Fernando Antonio di Padova Francesco di Paola Alfonso Andrea Avelino Tancredi; Gries, 10 novembre 1870 – Siviglia, 11 novembre 1949) era principe delle Due Sicilie e duca di Noto di spettanza.

## Biografia

### Infanzia
Era il secondo figlio maschio di Alfonso di Borbone-Due Sicilie, conte di Caserta e pretendente al trono delle Due Sicilie, e di sua moglie, la principessa Maria Antonietta di Borbone-Due Sicilie.

### Carriera militare
Carlo servì nell'esercito spagnolo nella guerra ispano-americana, raggiungendo il grado di Ispettore Generale.

### Primo matrimonio
Nel 1894 suo padre Alfonso divenne Capo della Casa Reale di Borbone-Due Sicilie: essendone il secondogenito maschio, in vista del matrimonio con la moglie, Infanta di Spagna e possibile erede della corona, Carlo Tancredi, in ossequio alle leggi dinastiche ed alle prassi del Regno delle Due Sicilie, rinunciò ai propri diritti di successione al trono delle Due Sicilie il 14 dicembre 1900 firmando l'Atto di Cannes: poco dopo, il 7 febbraio 1901, fu creato Infante di Spagna.
Sposò, il 14 febbraio 1901 a Madrid, l'Infanta di Spagna Mercedes, figlia maggiore di Alfonso XII di Spagna e di Maria Cristina d'Asburgo-Teschen.

### Secondo matrimonio
Morta la moglie Mercedes nel 1904, sposò, nel 1907, la principessa Luisa d'Orléans, figlia del principe Filippo, conte di Parigi, con cui ebbe quattro figli.

### Morte
Carlo Tancrede morì il 11 novembre 1949 a Siviglia.
Ad oggi i discendenti del principe Carlo includono il re di Spagna, uno dei due pretendenti al trono delle Due Sicilie e la famiglia imperiale brasiliana.

## Successione
Nel 1960 il primogenito di Alfonso conte di Caserta, il duca Ferdinando Pio di Borbone-Due Sicilie morì senza eredi maschi, il figlio di Carlo Tancredi, Don Alfonso, Infante di Spagna ne divenne l'erede naturale come Capo della Casata e come Sovrano Gran Magistero degli ordini dinastici,  tra i quali dell'Ordine costantiniano di San Giorgio.
Suo zio il duca Ranieri di Borbone-Due Sicilie, quarto figlio maschio di Alfonso conte di Caserta accese una disputa, contestando al nipote la titolarità della Casa. Tuttavia la pronuncia del Consiglio di Stato del Regno di Spagna, dopo aver consultato le massime autorità in materia di giurisprudenza, araldica, genealogia e diplomatica, che alla unanimità indicano la linea primogenita come legittima, emette un decreto inoppugnabile in cui sancisce come Capo della Casa è detentore dei diritti il rappresentante della linea primogenita. La Casa Reale di Spagna, Parma, Portogallo, Orleans, Austria e altre case reali non più regnanti in Europa riconoscono i diritti dei discendenti di Carlo Tancredi.
Il 25 gennaio 2014 è stato firmato a Napoli un atto di riconciliazione tra i due rami della famiglia in cui si riconoscono mutualmente i loro titoli

## Discendenza
Carlo Tancredi e Maria de las Mercedes di Borbone-Spagna, sua prima moglie, ebbero tre figli:
- Don Alfonso, Infante di Spagna (1901-1964);
- Don Fernando, Infante di Spagna (1903-1905);
- Doña Isabella Alfonsa, Infanta di Spagna (1904-1985), sposò il conte Jan Kanty Zamoyski (1900-1961), ebbero quattro figli.

Dal suo secondo matrimonio con Luisa d'Orléans nacquero quattro figli:
- Carlo di Borbone-Spagna Orleans (1908-1936), ucciso nella Guerra civile spagnola combattendo per i nazionalisti;
- Maria de los Dolores di Borbone-Spagna Orleans (1909-1996), sposò in prime nozze il Principe Augustyn Józef Czartoryski (1907-1946), ebbero un figlio, in seconde nozze Carlos Chias;
- Maria Mercedes di Borbone-Spagna Orleans (1910-2000), sposò l'Infante Juan, conte di Barcellona, ebbero quattro figli tra cui Juan Carlos I di Spagna;
- Maria de la Esperanza di Borbone-Spagna Orleans (1914-2005), sposò il principe Pedro Gastão d'Orléans-Braganza, ebbero sei figli.

## Ascendenza
|                                                     |                               |                                           | Genitori                              |  |  | Nonni |  |  | Bisnonni                      |  |  | Trisnonni                      |  |
|                                                     |                               |                                           |                                       |  |  |       |  |  | Francesco I delle Due Sicilie |  |  | Ferdinando I delle Due Sicilie |  |
|                                                     |                               |                                           |                                       |  |  |       |  |  | Francesco I delle Due Sicilie |  |  | Ferdinando I delle Due Sicilie |  |
|                                                     |                               | Maria Carolina d'Asburgo-Lorena           |                                       |  |  |       |  |  | Francesco I delle Due Sicilie |  |  |                                |  |
| Ferdinando II delle Due Sicilie                     |                               |                                           |                                       |  |  |       |  |  | Francesco I delle Due Sicilie |  |  |                                |  |
|                                                     |                               | Maria Isabella di Borbone-Spagna          | Carlo IV di Spagna                    |  |  |       |  |  |                               |  |  |                                |  |
|                                                     |                               | Maria Isabella di Borbone-Spagna          | Carlo IV di Spagna                    |  |  |       |  |  |                               |  |  |                                |  |
|                                                     |                               | Maria Isabella di Borbone-Spagna          | Maria Luisa di Borbone-Parma          |  |  |       |  |  |                               |  |  |                                |  |
| Principe Alfonso, Conte di Caserta                  |                               | Maria Isabella di Borbone-Spagna          |                                       |  |  |       |  |  |                               |  |  |                                |  |
|                                                     |                               | Arciduca Carlo, Duca di Teschen           | Leopoldo II, Sacro Romano Imperatore  |  |  |       |  |  |                               |  |  |                                |  |
|                                                     |                               | Arciduca Carlo, Duca di Teschen           | Leopoldo II, Sacro Romano Imperatore  |  |  |       |  |  |                               |  |  |                                |  |
|                                                     |                               | Arciduca Carlo, Duca di Teschen           | Maria Luisa di Spagna                 |  |  |       |  |  |                               |  |  |                                |  |
| Maria Teresa d'Austria                              |                               | Arciduca Carlo, Duca di Teschen           |                                       |  |  |       |  |  |                               |  |  |                                |  |
|                                                     |                               | Principessa Enrichetta di Nassau-Weilburg | Federico Guglielmo, Duca di Nassau    |  |  |       |  |  |                               |  |  |                                |  |
|                                                     |                               | Principessa Enrichetta di Nassau-Weilburg | Federico Guglielmo, Duca di Nassau    |  |  |       |  |  |                               |  |  |                                |  |
|                                                     |                               | Principessa Enrichetta di Nassau-Weilburg | Burgravia Luisa Isabella di Kirchberg |  |  |       |  |  |                               |  |  |                                |  |
| Carlo Tancredi di Borbone-Due Sicilie               |                               | Principessa Enrichetta di Nassau-Weilburg |                                       |  |  |       |  |  |                               |  |  |                                |  |
|                                                     | Francesco I delle Due Sicilie | Ferdinando I delle Due Sicilie            |                                       |  |  |       |  |  |                               |  |  |                                |  |
|                                                     | Francesco I delle Due Sicilie | Ferdinando I delle Due Sicilie            |                                       |  |  |       |  |  |                               |  |  |                                |  |
|                                                     | Francesco I delle Due Sicilie | Maria Carolina d'Asburgo-Lorena           |                                       |  |  |       |  |  |                               |  |  |                                |  |
| Principe Francesco, Conte di Trapani                | Francesco I delle Due Sicilie |                                           |                                       |  |  |       |  |  |                               |  |  |                                |  |
|                                                     |                               | Maria Isabella di Borbone-Spagna          | Carlo IV di Spagna                    |  |  |       |  |  |                               |  |  |                                |  |
|                                                     |                               | Maria Isabella di Borbone-Spagna          | Carlo IV di Spagna                    |  |  |       |  |  |                               |  |  |                                |  |
|                                                     |                               | Maria Isabella di Borbone-Spagna          | Maria Luisa di Borbone-Parma          |  |  |       |  |  |                               |  |  |                                |  |
| Principessa Maria Antonietta di Borbone-Due Sicilie |                               | Maria Isabella di Borbone-Spagna          |                                       |  |  |       |  |  |                               |  |  |                                |  |
|                                                     |                               | Leopoldo II di Toscana                    | Ferdinando III di Toscana             |  |  |       |  |  |                               |  |  |                                |  |
|                                                     |                               | Leopoldo II di Toscana                    | Ferdinando III di Toscana             |  |  |       |  |  |                               |  |  |                                |  |
|                                                     |                               | Leopoldo II di Toscana                    | Luisa Maria Amalia di Borbone-Napoli  |  |  |       |  |  |                               |  |  |                                |  |
| Maria Isabella d'Asburgo-Lorena                     |                               | Leopoldo II di Toscana                    |                                       |  |  |       |  |  |                               |  |  |                                |  |
|                                                     |                               | Maria Antonia di Borbone-Due Sicilie      | Francesco I delle Due Sicilie         |  |  |       |  |  |                               |  |  |                                |  |
|                                                     |                               | Maria Antonia di Borbone-Due Sicilie      | Francesco I delle Due Sicilie         |  |  |       |  |  |                               |  |  |                                |  |
|                                                     |                               | Maria Antonia di Borbone-Due Sicilie      | Maria Isabella di Borbone-Spagna      |  |  |       |  |  |                               |  |  |                                |  |
|                                                     |                               | Maria Antonia di Borbone-Due Sicilie      |                                       |  |  |       |  |  |                               |  |  |                                |  |

## Titoli e trattamento
- 10 novembre 1870 - 7 Febbraio 1901: Sua Altezza, il Principe Carlo di Borbone delle Due Sicilie
- 7 febbraio 1901 - 11 novembre 1949: Sua Altezza Reale, Infante Carlos di Spagna, il principe di Borbone-Due Sicilie

### Onori
- Principe della Reale Casa Borbone delle Due Sicilie (1870-1900)
- Duca "di spettanza" di Noto (1894)
- Principe della R. Casa Borbone Due Sicilie ed Infante di Spagna (Reg. decr. 7 febb. 1901)